# احمد آذری قمی
احمد بیگدلی آذری قمی (۱۳۰۳ – ۱۱ بهمن ۱۳۷۷) فقیه شیعه و سیاست‌مدار ایرانی بود. او عضو مجلس خبرگان قانون اساسی و شورای بازنگری قانون اساسی، نمایندهٔ قم در دوره دوم مجلس شورای اسلامی، نمایندهٔ دوره‌های اول و دوم مجلس خبرگان رهبری و از مؤسسان جامعه مدرسین حوزه علمیه قم و روزنامه رسالت بود. وی یکی از نظریه‌پردازانی بود که در تثبیت ولایت رهبر جمهوری اسلامی و به رهبری رسیدن سید علی خامنه‌ای نقش داشت اما در سال ۱۳۷۶ بابت انتخاب خامنه‌ای ابراز پشیمانی کرد و بر اثر مخالفت با او تا زمان مرگ به حصر خانگی رفت.

## زندگی
احمد بیگدلی آذری قمی در سال ۱۳۰۳ در قم زاده شد و از نوجوانی به تحصیل علوم حوزوی روی آورد. او سپس در درس خارج علمای قم و نجف مانند میرزا هاشم آملی، سید ابوالقاسم خویی، سید حسین طباطبایی بروجردی، سید محمد محقق داماد، سیدمحمد حسین طباطبایی، سید روح‌الله خمینی، و سید محمد تقی خوانساری حاضر شد و به اجتهاد دست یافت. احمد آذری قمی در سال ۱۳۳۷ با همکاری عده‌ای از دوستان خود نهادی را در حوزه علمیه قم پی ریزی کردند که به عنوان جامعه مدرسین حوزه علمیه قم شناخته شد. او به سبب مبارزات ضد حکومت پادشاهی بارها به زندان افتاد و تبعید شد. پس از انقلاب اسلامی در مشاغلی از جمله دادستانی انقلاب اسلامی، نمایندگی دوره دوم مجلس شورای اسلامی از قم، نمایندگی دو دوره مجلس خبرگان رهبری از تهران و دبیری جامعه مدرسین پرداخت.
آذری همچنین به زبان‌های عربی، فرانسوی و انگلیسی آشنایی داشته و مدت‌ها درس خارج فقه و اصول ارائه می‌داد.

## دوران رهبری روح‌الله خمینی
آذری قمی در تیر ۱۳۵۸ به حکم روح‌الله خمینی، به عنوان دادستان دادگاه انقلاب تهران منصوب شد. اما بعد از دو ماه و نیم استعفا کرد. وی در دههٔ نخست پس از انقلاب علی‌رغم داشتن مقام رسمی در حکومت و پیشینه شاگردی و پشتیبانی از اندیشه‌های روح‌الله خمینی پیرامون حکومت اسلامی و مخالفت با حکومت پهلوی به عنوان یکی از منتقدان پرسروصدای عملکرد خمینی شناخته می‌شد.
او در جلسهٔ رأی اعتماد به دوره دوم نخست‌وزیری میرحسین موسوی در سال ۱۳۶۴ در نطق مخالف خود در انتقاد از اصرار خمینی برای معرفی موسوی دستورات ولی فقیه را به احکام ارشادی و مولوی تقسیم کرد و با توجه به اینکه ولی فقیه در برابر نمایندگان مجلس به‌جز توصیه و نصیحت اختیار دیگری ندارد این حکم را ارشادی دانست. سخنان آذری قمی با واکنش شدید بسیاری از نمایندگان مواجه شد و حتی هاشمی رفسنجانی رئیس مجلس گفت:
«شما کل انقلاب را زیر سؤال بردید… من از طرف کل انقلاب صحبت می‌کنم.»
آذری قمی با این نطق مخالف به عنوان شاخص‌ترین چهره در میان مخالفان موسوی و حامیان خامنه‌ای معروف به گروه ۹۹ نفر مطرح شد. رفسنجانی در مورد نطق مخالف او در جلسه رأی اعتماد به دولت در خاطرات خود می‌نویسد: «آذری قمی در مورد تأیید امام از دولت، اظهارات بدی کرد که خالی از اهانت به امام نبود و در مجلس مورد اعتراض قرار گرفت».
احمد آذری قمی با راه‌اندازی روزنامه رسالت به مخالفت سرسختانه با سیاست‌های اقتصادی دولت می‌پرداخت و از مدافعان بازار آزاد و اجرای احکام فقهی بدون هرگونه دخالت دولتی بود.
انتقادات شدید آذری از تصمیمات دولت و نظرات خمینی در مقاله‌هایش در روزنامه رسالت نیز بازتاب داشت و به موضوع جنجال‌برانگیزی تبدیل شده بود تا جایی که خمینی در سال ۱۳۶۳ دستور عدم ارسال روزنامه رسالت به جبهه را برای جلوگیری از تضعیف روحیه رزمندگان صادر کرد. حتی اسدالله بیات از خمینی نقل قول می‌کند که یک بار گفته بود:
«اگر ترس از این نبود که مردم بگویند اینها خودشان را هم تحمل نمی‌کنند دستور توقیف این روزنامه را می‌دادم.».
اعتبارنامه آذری قمی در مجلس دوم هم با اعتراض روبرو شد. منشأ اعتراضات نامه‌ای بود که جمعی از فعالان آن زمان به خمینی نوشته بودند و تصور می‌شد آذری قمی یکی از امضاکنندگان این نامه است. این نامه آن‌قدر تند بود که خمینی به پسرش سید احمد گفته بود: «به آقایان بگویید ادب را از رادیو اسرائیل یاد بگیرند». البته اعتبارنامه او نهایتاً با ۱۶۴ رای موافق، ۲۰ رای ممتنع، و ۹ رای مخالف تصویب شد.

## انتخاب خامنه‌ای برای رهبری
محمد امامی کاشانی از نمایندگان مجلس خبرگان که علی خامنه‌ای را به رهبری انتخاب کردند در شهریور ۱۳۹۲ و در برنامه تلویزیونی «شناسنامه» آذری قمی را فقیهی معرفی کرد که از جانب خامنه‌ای به عنوان یکی از گزینه‌های رهبری پس از درگذشت روح‌الله خمینی مطرح بوده‌است. با این وجود در بخشی از نوار منتشر شده از جلسه ۱۴ خرداد مجلس خبرگان مشخص است که احمد آذری قمی، نخستین کسی بوده که در جلسه ۱۴ خرداد نام خامنه‌ای را به عنوان جانشین رهبر بر زبان آورده‌است. از طرفی خامنه‌ای خطاب به احمد آذری قمی می‌گوید: «همین آقای آذری که اسم من را نخستین بار آوردند در این جلسه، بنده اگر حکم [فقهی] بکنم ایشان قبول خواهند کرد؟» و صدای پاسخی می‌آید که تصریح دارد: «ما که نمی‌خواهیم از شما تقلید بکنیم.»
آذری قمی بعدها در آبان ۱۳۷۶ تأکید کرد از بابت «اشتباه خود و به اشتباه انداختن دیگر خبرگان» در مورد اجتهاد علی خامنه‌ای «از خدا و ملت ایران پوزش می‌طلبد». در صفحه ۱۵۱ کتاب فراز و فرود آذری قمی نوشته محسن کدیور اسلام‌شناس، متن اظهارات احمد آذری قمی در سال ۱۳۷۶ نقل شده که در بخشی از آن آمده: «ولایت‌فقیه طبق اصل ۱۰۹ [قانون اساسی جدید]... احاطهٔ فقهی بر جمیع مسائل مستحدثه و غیر مستحدثه نظام مقدس اسلامی و قدرت استنباط سریع و مستحکم را می‌طلبد که بدون تردید ایشان [آقای خامنه‌ای] فاقد آن، حتی بر حسب اقرار خود ایشان نزد حقیر می‌باشد.»

## حصر خانگی و درگذشت
آذری قمی در ۵ آبان ۱۳۷۶ (۱۸ روز پیش از سخنرانی مشهور منتظری) در مورد صلاحیت علی خامنه‌ای برای مرجعیت، نامه‌ای به محمد خاتمی (رئیس‌جمهور وقت) نوشت. این نامه در آبان ۱۳۷۶ بازتاب وسیعی در محافل دینی سیاسی کشور داشت و علت اصلی تعطیل درس، حمله به دفتر و بالاخره حصر نویسنده از ۲۸ آبان ۱۳۷۶ شد. در بخشی از این نامه آمده بود:
جامعهٔ مدرّسین که معظّمٌ له را به عنوان یکی از مراجع سبعه معرّفی کردند نیز خلاف ضوابط شرعی و قانونی خود عمل کردند؛ زیرا بارأی تلفنی و در جوّی ناسالم ایشان را معرفی کردند که برخی از تلفن شونده‌ها بعداً تکذیب کردند؛ شرط مرجعیّت دو چیز است که هیچ‌یک برای معظّمٌ له موجود نیست. اولی اَعلمیّت است که در مورد ایشان جز آقای یزدی کسی ایشان را اَعلم ویا حتّی مساوی بقیهٔ مراجع هم نمی‌داند و این اعلام نظر آقای یزدی در نماز جمعه مبنی بر اَعلمیّت مقام رهبری مسلّماً برخلاف سنّت هزار ساله در حوزه‌های علمی شیعه بوده‌است. شرط دوّم، فرصت استنباط مسائل شرعی است.
پس از آن افراد لباس‌شخصی آن به منزل و محل درس او حمله کردند و شعارهایی همچون «آذری و منتظری، خوارج زمانند»، «مرگ بر سه خائن دین فروش، منتظری و آذری و سروش» و «مرگ بر آذری» در تجمعات آبان ۱۳۷۶ در قم سر داده شد. همچنین نیروهای سپاه پاسداران در نامه‌ای او را از ورود به مدرسه فیضیه قم منع کردند و پس از چند روز تقریباً همزمان با حصر حسینعلی منتظری، او نیز به حصر خانگی رفت.
به گفتهٔ محسن کدیور، محمد مؤمن از مدرسین حوزه علمیه قم چنین گفته‌است: «کمی قبل از فوت آیت‌الله آذری قمی من به دیدار آقا [سید علی خامنه‌ای] رفتم و از ایشان درخواست کردم اگر اجازه بفرمایند حصر بیت آیت‌الله آذری برداشته شود تا بلکه ایشان بتواند برای درمان بیماری حادش روانه بیمارستان گردد که در غیر این صورت در مورد ایشان بیم جانی می‌رود. آقا در پاسخ خواسته من گفتند: به دَرَک!»
متعاقباً محمد مؤمن طی مصاحبه‌ای مطلب عنوان شده به نقل از وی را شایعه و کذب محض دانست و مدعی شد خامنه‌ای هرگز چنین مطلبی را در خصوص آذری قمی به زبان نیاورده است. روح‌الله حسینیان طی سخنانی به کمک مالی سید علی خامنه‌ای به آذری قمی در هنگام بیماری اشاره کرده‌است.
مواضع آذری‌قمی نسبت به رهبری علی خامنه‌ای به جایی می‌رسد که می‌گوید: «رهبری آقای خامنه‌ای معلول تلاش من بوده که از این سبب و جهات دیگر از خدای خود و از شما جوانان عزیز عذر می‌خواهم». او بارها از نقش نیروهای امنیتی و شماری از روحانیون مانند محمد یزدی در قرار دادن نام علی خامنه‌ای به عنوان مرجع تقلید انتقاد می‌کرد و در یکی از نوشته‌هایش کفت: «نیروهای امنیتی در امور مرجعیت دخالت می‌کنند و اجازه نمی‌دهند مرجع اعلم معرفی شود چرا که با چنین اقدامی سید علی خامنه‌ای به حاشیه می‌رود». احمد آذری قمی فشارها برای جا انداختن مرجعیت رهبر جمهوری اسلامی را ناصواب، خیانت به اسلام و بی‌ارزش و بی‌اعتبار کردن جایگاه مرجعیت می‌دانست و استبداد دینی را بدترین نوع استبداد می‌خواند. احمد آذری قمی دو ماه پیش از مرگ در یادداشتی با عنوان ولایت فقیه در شرع و قانون اساسی دوباره تأکید کرد آنچه دربارهٔ ولایت فقیه نوشته فقط مختص امام معصوم و روح الله خمینی است و اگر کسان دیگری را شامل شده عذرخواهی می‌کند. بر پایه مستندات فراز و فرود آذری قمی نگاه احمد آذری قمی نسبت به علی خامنه‌ای تا پایان عمر تغییر نکرد.
احمد آذری قمی در روز ۲۲ بهمن ۱۳۷۷ در بیمارستان خاتم‌الانبیای تهران وابسته به سپاه پاسداران درحالی‌که تحت نظارت مأموران امنیتی بود در سن ۷۳ سالگی درگذشت و در صحن حرم معصومه به خاک سپرده شد.

## پس از مرگ
نخستین بار در سال ۱۳۹۰ مرجع تقلید قم، سید موسی شبیری زنجانی ادعا کرد احمد آذری قمی در اواخر عمر از کارهای خود پشیمان گشت و از سید علی خامنه‌ای عذرخواهی کرده بود. در این نامه که تاریخ آن ۱۲ خرداد ۱۳۷۵ احمد آذری قمی می‌گوید براساس یک سوءظن و شدت علاقه به نظام مقدس اسلامی، ناخواسته به نظام ضربه زده‌است. شبیری زنجانی همچنین ادعا کرد که سید علی خامنه‌ای، علی اصغر حجازی، و محمد محمدی گلپایگانی را همواره دعای نیک می‌کند:
آقای آذری در جهات سیاسی تند بود … چند سال بعد وقتی با آقای خامنه‌ای اختلاف نظر پیدا کرد، با ایشان مخالف شد. اواخر عمر هم از این کار خود پشیمان شد و در تاریخ ۲۷ اردیبهشت ۱۳۷۶ نامه‌ای به ایشان نوشت به این مضمون که: من بر اثر سوء ظنّ به انقلاب به ناراحتی‌ای مبتلا، و سحرگاه یازدهم محرم به حضرت قمر بنی‌هاشم متوسل شدم و خداوند مرا از آن مشکل نجات بخشید. الآن هم مٶتمر به اوامر شما هستم و شما، آقای [سید علی اصغر] حجازی و آقای [محمد] محمدی [گلپایگانی] را از دعا فراموش نکرده‌ام.— سید موسی شبیری زنجانی، جرعه‌ای از دریا: جلد چهارم، ص۶۵۳
در ۹ آبان ۱۴۰۰ خبری منتشر شد که محمد محمدی ری‌شهری کتابی به نام روشن‌بینی امام‌خمینی منتشر کرده و برای نخستین بار نامه‌ای از احمد آذری‌قمی در آن دیده می‌شود که حاوی عذرخواهی از خامنه‌ای است. به دنبال انتشار این نامه، دربارهٔ زمان و تاریخ آن از جمله تفاوت تاریخ شمسی و قمری اظهارات گوناگونی شد. دفتر نشر خامنه‌ای در ۹ آذر ۱۴۰۰ در اطلاعیه‌ای اعلام کرد که به درخواست پژوهشگران تاریخ انقلاب اسلامی دو نامه احمد آذری قمی را منتشر می‌کند. نامه دوم به تاریخ ۱ اردیبهشت ۱۳۷۶ بدون سربرگ و بر تکه کاغذی نوشته شده و نزدیک به یازده ماه با نامه نخست فاصله دارد. نامه دوم بدون سلام و مقدمه است و به نظر می‌رسد پس از پرسشی که علی خامنه‌ای چندماه پیش از آن از حامل نامه داشته نوشته شده‌است. آذری قمی در پاسخ می‌نویسد: «در نامه‌ای که توسط آقای مسعودی {علی‌اکبر مسعودی خمینی} تقدیم شد جهت را سؤال کرده بودید ایشان نمی‌دانستند. در اوائل مسئله مرجعیت من فکر می‌کردم که شما هم به دنبال مقام هستید. با توسل به حضرت عباس سلام‌الله علیه مشکلم فوراً حل شد و شنیدم که فرزندان خود را به آقای بهجت ارجاع داده‌اید. در هر صورت من سخت احساس مظلومیت و محرومیت از خدمت به نظام می‌نمایم و از شما توقع دارم که آن را رفع نمائید و اگر با آن سوء ظن به شما جسارت شده مرا ببخشید». موضوعاتی که در نامه دوم به آنها اشاره شده گنگ به نظر می‌رسند مختصر هستند و مشخص نیست چرا با نوشتن چنین نامه عذرخواهی، این روحانی منتقد در آبان‌ماه همان سال بدون برگزاری دادگاه یا حکمی، حصر خانگی می‌شود.
محسن کدیور معتقد است هر دو نامه جعلی هستند و سربرگ آن، صندوق پستی، و جای درج تاریخ زیر امضا اشکالاتی دارد و خط تاریخ این دست‌خط با خط متن آن یکی نیست. خانواده آذری قمی با اشاره به بیماری و محدودیت‌های ملاقات در دوران حصر او ضمن تکذیب این خبر، اعلام کردند ز مواضعش عقب‌نشینی نکرده و پشیمان هم نشده بود. همچنین اتهام و دروغ بستن بر شخصی که در قید حیات نیست و امکان دفاع از خود را ندارد نشان بی‌تقوایی و بی‌عدالتی دست‌اندرکاران این سناریو است.

## زندگی شخصی
احمد آذری قمی دارای پنج فرزند پسر به نام‌های محمد، حسن، مهدی، مجید و هادی است و همچنین دارای دو دختر به نام فاطمه و زهرا است.

## تالیفات
- مالکیت در اسلام
- خطّ امام
- پاسخ به مشکلات اقتصادی اسلام
- ولایت فقیه از دیدگاه قرآن
- ولایت فقیه از دیدگاه فقها (دو جلد)
- پرسش و پاسخ به سؤالات مذهبی، اجتماعی، اقتصادی
- شرحی بر وصیّت نامه سیاسی الهی امام خمینی قدّس سرّه ج۱
- دیه و شطرنج از دیدگاه احکام فقهی
- سیمای زن در نظام اسلامی
- التحقیق فی الاصول المفیده ج۱
- الاجتهاد و التقلید (دو جلد)
- مکاسب محرّمه - (سه جلد)
- رساله علمیّه
- ولایت فقیه از دیدگاه شیخ انصاری قدّس سرّه
- شئون و شرایط رهبری و مرجعیّت
- مسئولیّت اخذ و صرف وجوه شرعی
- سخن رانی‌های آقای آذری در حرم مطهّر حضرت معصومه (سه جلد)
- احکام زمین و متعلّقات آن
- رهبری پرچمدار مبارزه با کفر و استکبار
- احتکار و گرانفروشی
- خطبه‌های نماز جمعه شهرک آیت‌الله خامنه‌ای (خاوه)
- توضیح المسائل